# 志賀海神社

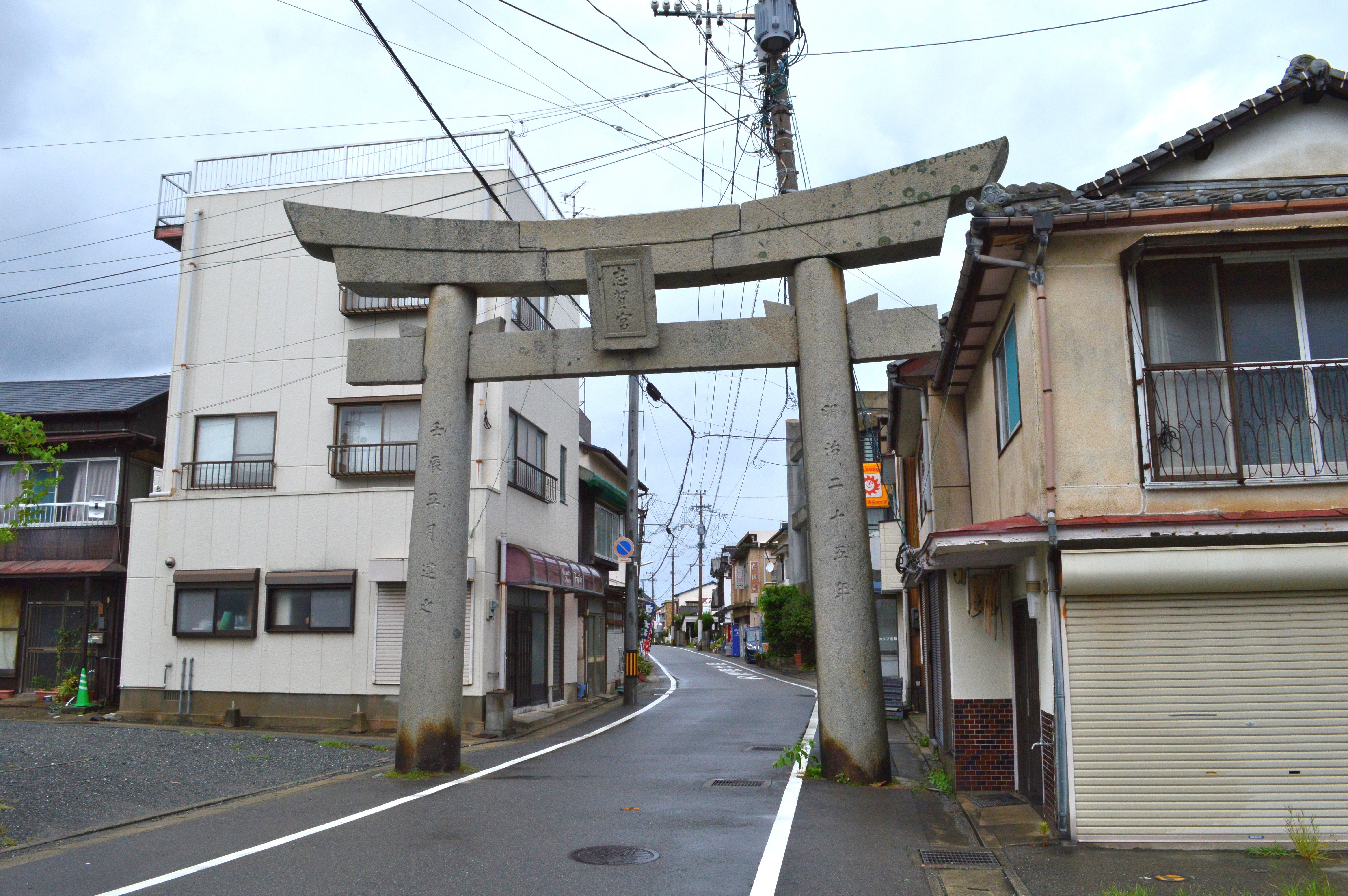
一の鳥居

志賀海神社（しかうみじんじゃ）は、福岡県福岡市東区志賀島にある神社。式内社（名神大社）。旧社格は官幣小社で、現在は神社本庁の別表神社。
全国の綿津見神社、海神社の総本社を称する。龍の都と称えられ、古代氏族の阿曇氏（安曇氏）ゆかり地として知られる。

## 社名
志賀島の島名でもある「志賀」の語源について、『筑前国風土記』逸文 では、神功皇后による新羅出征の際の伝承から当地を「近島（ちか）」と言い、のち「資珂島（しか）」と転訛したという。
社名「志賀海」は、現在「しかうみ」と呼称されるが、本来の呼称については「しかのわた」「しかのあま」「しかのうみ」「しかにいますわた」等の諸説がある。

## 祭神
祭神は、次のように左・中・右殿に主祭神が各1柱、相殿神が各1柱が祀られている。主祭神の3柱は「綿津見三神（わたつみさんしん）」と総称される。
- 左殿：仲津綿津見神（なかつわたつみのかみ）
  - 左殿相殿：神功皇后（じんぐうこうごう）
- 中殿：底津綿津見神（そこつわたつみのかみ）
  - 中殿相殿：玉依姫命（たまよりひめのみこと）
- 右殿：表津綿津見神（うはつわたつみのかみ）
  - 右殿相殿：応神天皇（おうじんてんのう）

### 祭神について
祭神のワタツミ（海・綿津見・少童）三神は、「海 = ワタ・ワタノハラ」という古名に見えるように、海の神とされる。『古事記』『日本書紀』の神産みの段では、禊ぎにおいて住吉三神とともに生まれた神として次の記載が見える。
- 『古事記』
誕生した三神の底津綿津見神・中津綿津見神・上津綿津見神を「綿津見神」と総称し、「阿曇連（あずみのむらじ）らが祖神ともちいつく神なり」と記す[5]。
- 『日本書紀』
「生めりし海神等を少童命と号す」と述べたのち、誕生した三神の底津少童命・中津少童命・表津少童命について「阿曇連らがいつきまつる神なり」と記す[5]。

このように、ワタツミ三神は記紀においては阿曇氏（あずみうじ/あづみうじ、安曇氏・阿曇族・安曇族）の祖神または奉斎神とされている。阿曇氏の読み「アズミ/アヅミ」もまた「アマツミ（海津見）」の略とも見られるように、この神を奉斎する阿曇氏は海人集団を管掌する伴造氏族であった。
『先代旧事本紀』 では、同じく神産みの段で「少童三神、阿曇連等斎祀、筑紫斯香神」と記されており、「筑紫斯香神（つくしのしかのかみ）」の名で志賀海神社が氏神に挙げられている。
なお、ワタツミ以外の主な海の神としては、スミヨシ（住吉三神：住吉族が奉斎）・ムナカタ（宗像三女神：宗像族が奉斎）が知られ、九州北部にはそれぞれを祀る住吉神社・宗像大社が鎮座する。

## 歴史

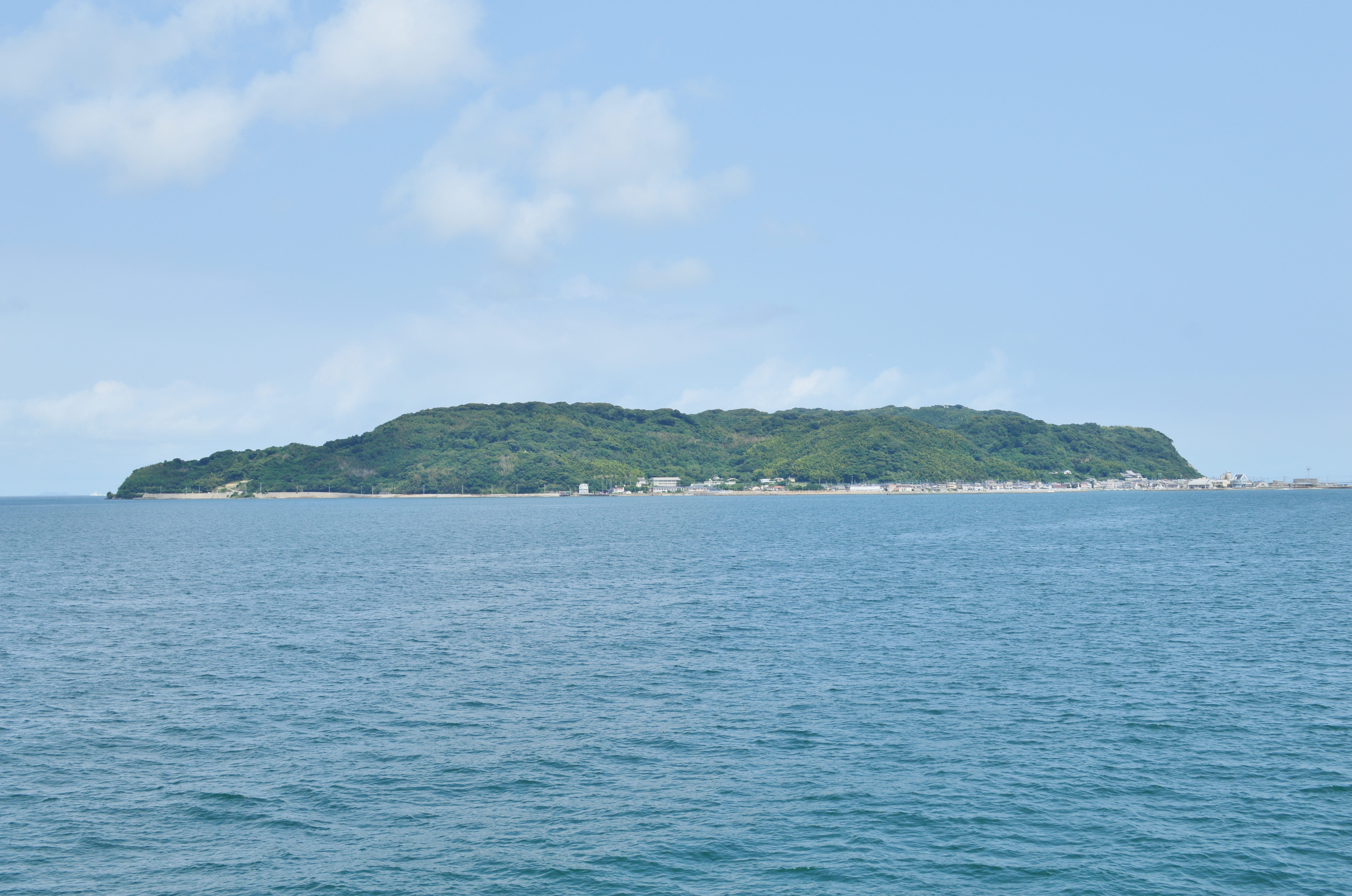
志賀海神社の鎮座する志賀島

### 創建
創建は不詳。社伝では、古くは志賀島の北側、勝馬浜において表津宮（うわつぐう）・仲津宮（なかつぐう）・沖津宮（おきつぐう）の3宮から成っていたが、阿曇磯良（あずみのいそら：阿曇氏祖）により、そのうち表津宮が志賀島南側に遷座して現境内となったという。仲津宮・沖津宮は現在は摂社となっている。その阿曇磯良は、神功皇后の新羅出征において舵取りを務めたとも伝えられる。
古代の九州北部では、海人を司る阿曇氏（安曇氏）が海上を支配したとされる。志賀島は海上交通の要衝であり、その志賀島と海の中道を含めた一帯 が阿曇氏の本拠地であったとされており、志賀海神社は阿曇氏の中心地であったと考えられている。現在も志賀島の全域は神域とされ、現在の神主家も阿曇氏の後裔を称している。なお阿曇氏の活動は日本全国に展開したといわれ、長野県安曇野市、石川県羽咋郡志賀町、滋賀県安曇川、愛知県渥美半島といった「しか」・「あつみ」という地名は、その遺称地と伝えられる。
また志賀島は金印（漢委奴国王印）が出土したことで知られるが、当地で奴国の印が出土した理由は明らかではなく、阿曇氏ひいてはその氏神たる志賀海神社と奴国の関わりを推測する説もあり、同東区名島の名島神社では阿曇氏を儺(那)懸主であるとしている。

### 概史
記録上は、天平3年（731年）の日付（実際は平安時代前期頃の成立か）の『住吉大社司解（住吉大社神代記）』に「那珂郡阿曇社三前」や「志賀社」として記載が見える。また『新抄格勅符抄』 では、大同元年（806年）時点で「阿曇神」に神封（寄進された封戸）として8戸があったと見える。
国史によると、天安3年（859年）に「志賀海神」の神階が従五位上に、元慶4年（880年）に「賀津万神」（仲津宮に比定）が従五位下に昇叙されている。
延長5年（927年）成立の『延喜式』神名帳では、筑前国那珂郡に「志加海神社三座 並名神大」と記載され、名神大社に列している。
志賀海神社に関するそのほかの平安・鎌倉期の史料は数少なく、『小右記』 に万寿3年（1026年）に志賀海神社社司が入宋し、翌年に帰国したという記録が見える程度である。

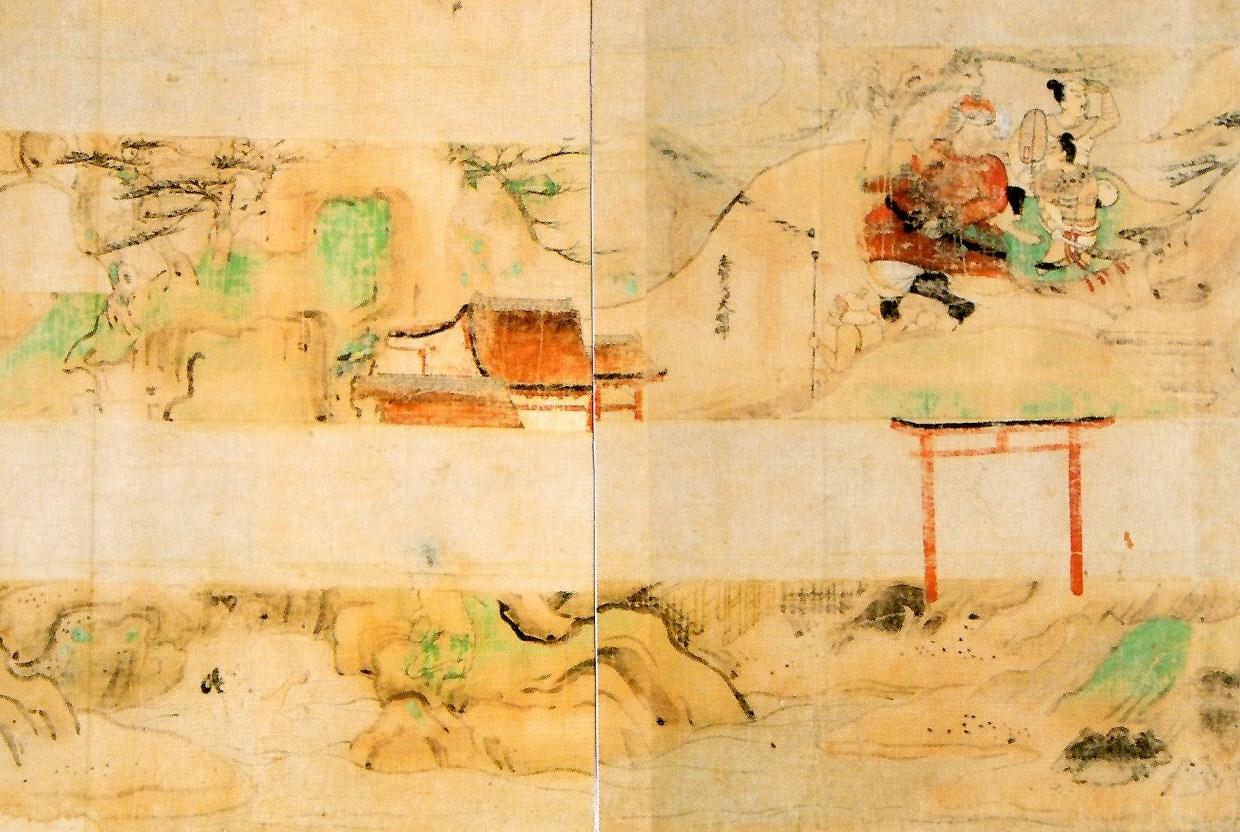
『蒙古襲来絵詞』に描かれる鳥居・社殿

鎌倉時代、元寇の際には志賀島は戦場となったが、志賀海神社境内は『蒙古襲来絵詞』に「志賀島大明神」の名称で記載されている。
南北朝時代以降、志賀海神社は武家の支配を強く受けた。応仁3年（1469年）には少弐頼忠が対馬東月寺の住持に志賀島宮司職が安堵されており、その後は大内氏から庇護を受けた。また志賀海神社では、明に渡航する前に航海の無事が祈願されていた。
近世には、筑前国を治めた小早川氏・黒田氏の庇護を受けた。慶長5年（1600年）に入国した黒田長政により、神殿・拝殿・楼門等が造営されたという。また、文化14年（1817年）の社領は50石であった。
明治5年（1872年）、近代社格制度において村社に列し、大正15年（1926年）に官幣小社に昇格した。

### 神階
- 天安3年（859年）1月27日、志賀海神を従五位下から従五位上 （『日本三代実録』）[原 4]
- 元慶4年（880年）3月22日、賀津万神を正六位上から従五位下 （『日本三代実録』）[原 5] - 神名「賀津万（かつま）」から、摂社・仲津宮（勝馬明神）に比定される[2]。

## 境内

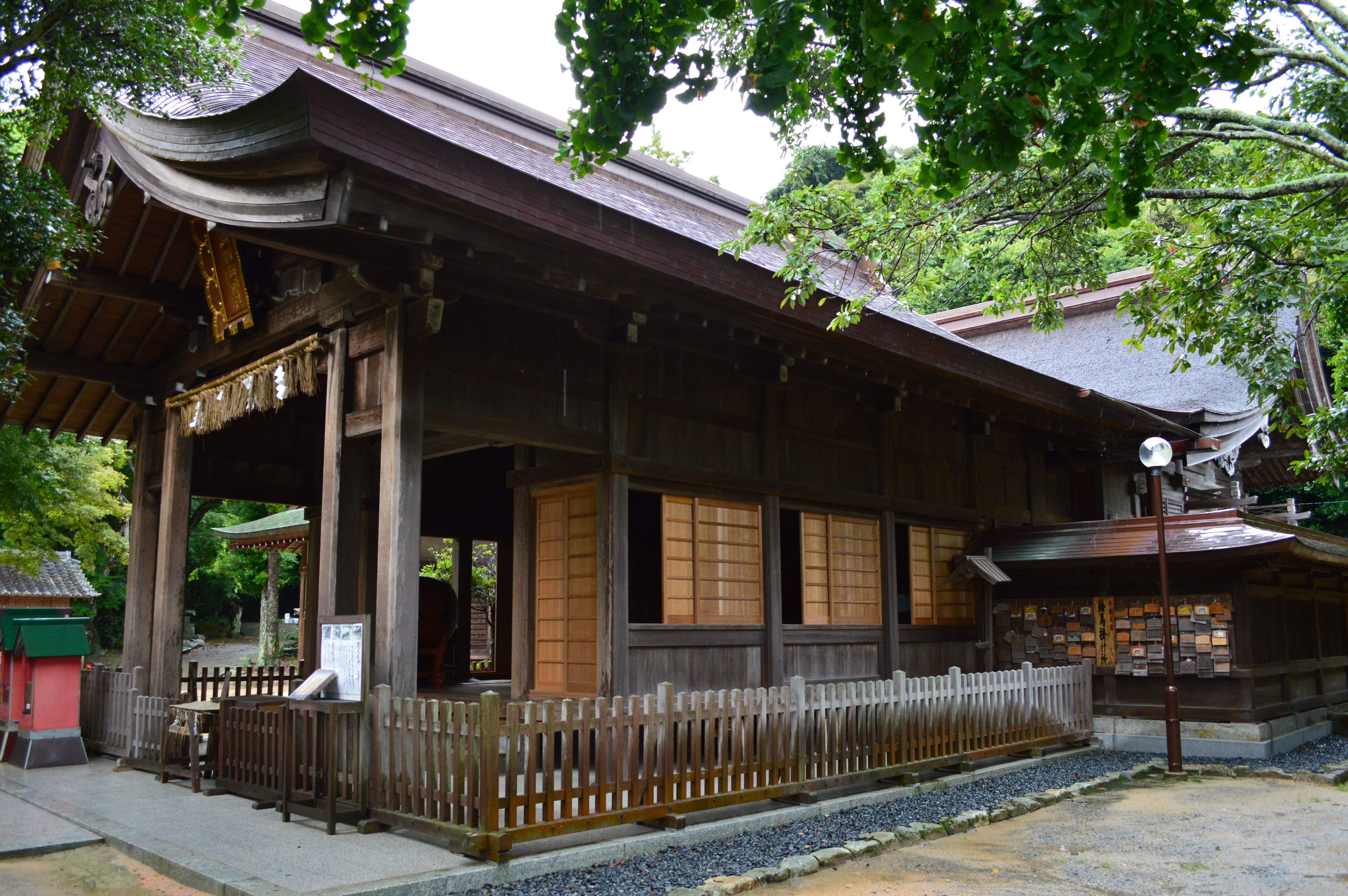
拝殿（手前）と本殿（右奥）

境内は志賀島の南側に位置する。かつて志賀海神社は志賀島の北側において、表津宮（うわつぐう）・仲津宮（なかつぐう）・沖津宮（おきつぐう）の3宮から成っていたという。うち表津宮が当地に遷って現在の本社となり、仲津宮・沖津宮は現在は摂社となっている。その表津宮跡は福岡市東区勝馬に伝えられている（北緯33度41分13.00秒 東経130度17分32.74秒 / 北緯33.6869444度 東経130.2924278度）。
境内の鹿角堂（ろっかくどう）では、1万本以上ともいわれる多くの鹿の角が奉納されている。また「亀石（かめいし）」として、神功皇后による三韓征伐の際、阿曇磯良が亀に乗って皇后らの前に現れたという伝承に因んで後世奉納された霊石がある。
参道には石造の宝篋印塔（ほうきょういんとう）が立つ。宝篋印塔とは仏典（宝篋印陀羅尼経）を納めた塔で、当塔は南北朝時代の貞和3年（1347年）の銘を持ち、完存では福岡県内最古である。花崗岩製で、基礎・塔身・笠部・相輪から成り、総高は334.5センチメートル。この塔は福岡県指定有形文化財に指定されている。
一の鳥居は、寛文10年（1670年）の福岡藩3代藩主・黒田光之による造営。次の鳥居は元禄13年（1700年）、海浜の鳥居は安永3年（1774年）の造営。

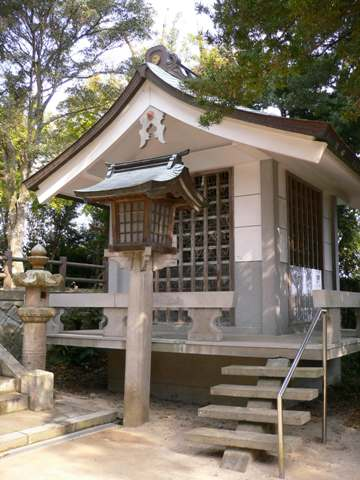
鹿角堂
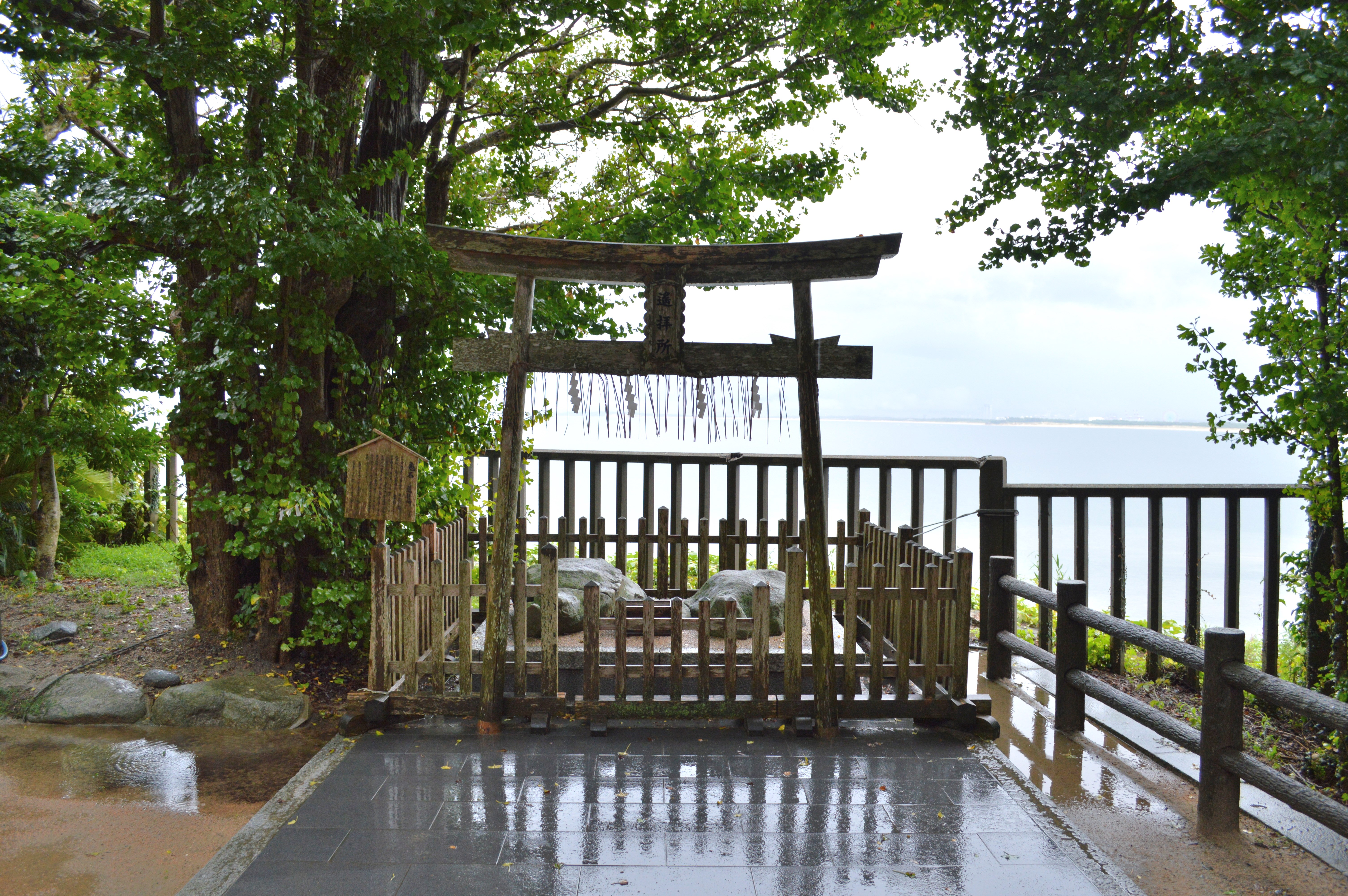
亀石
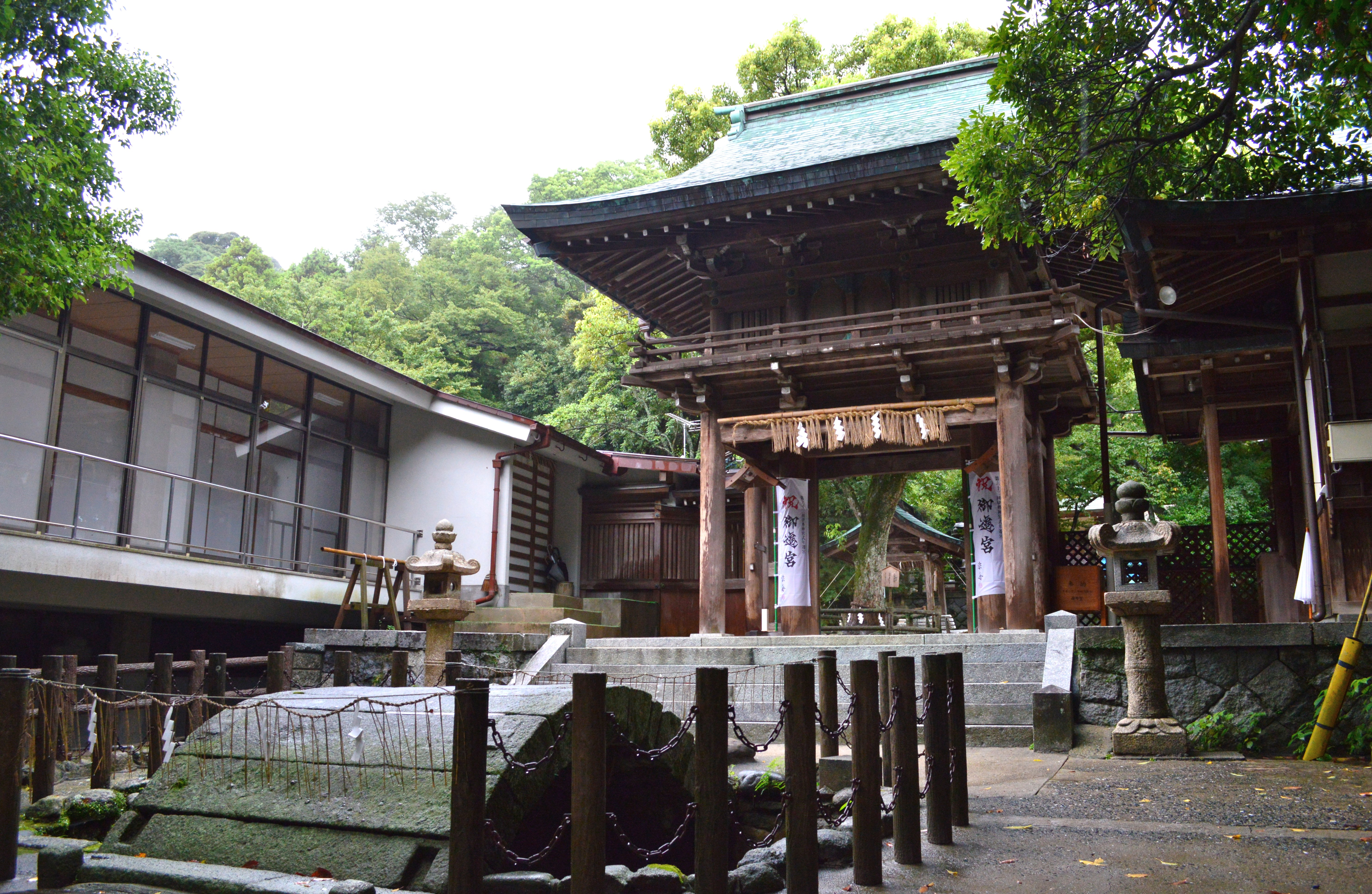
楼門と石橋
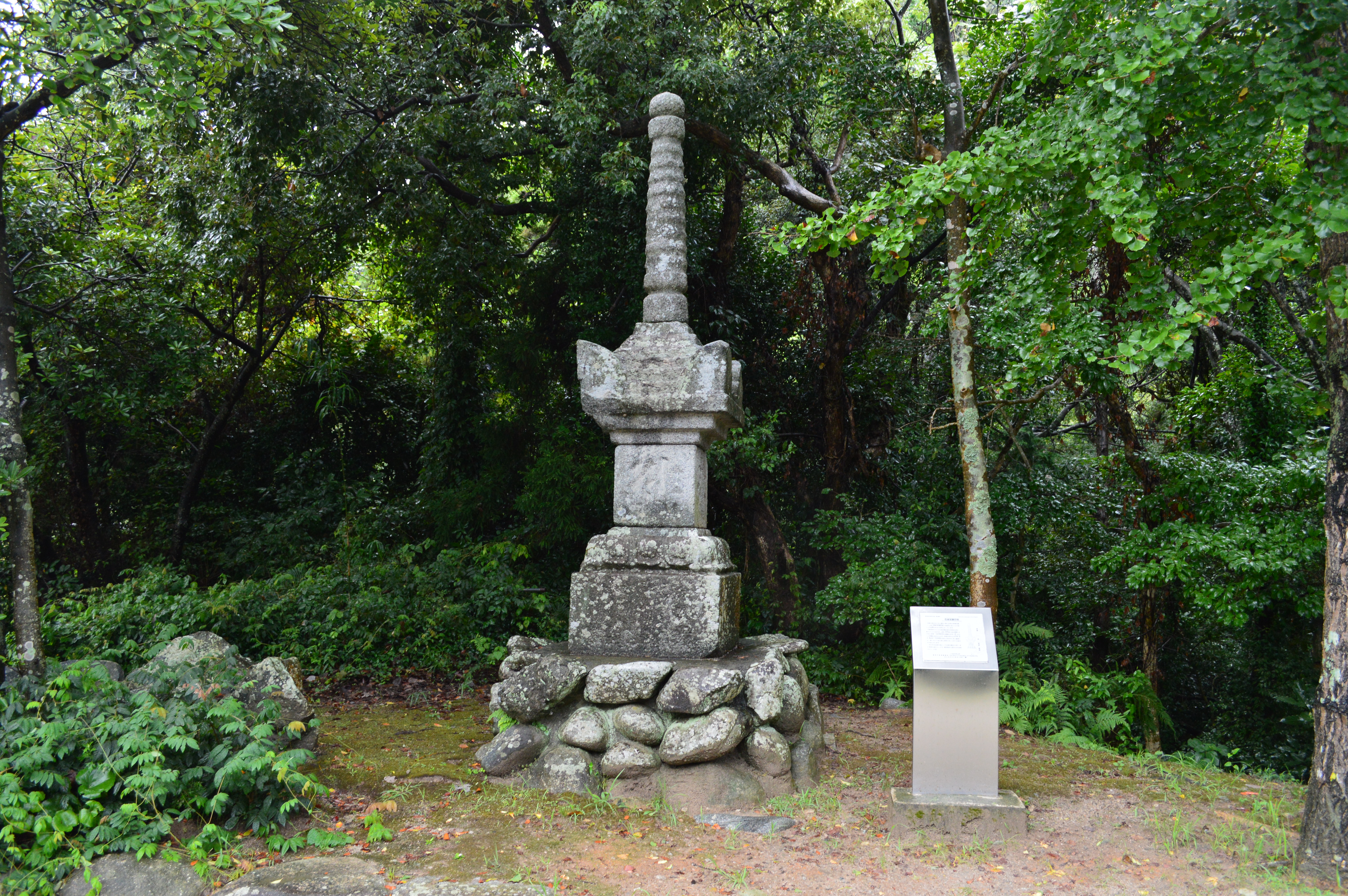
宝篋印塔（福岡県指定有形文化財）
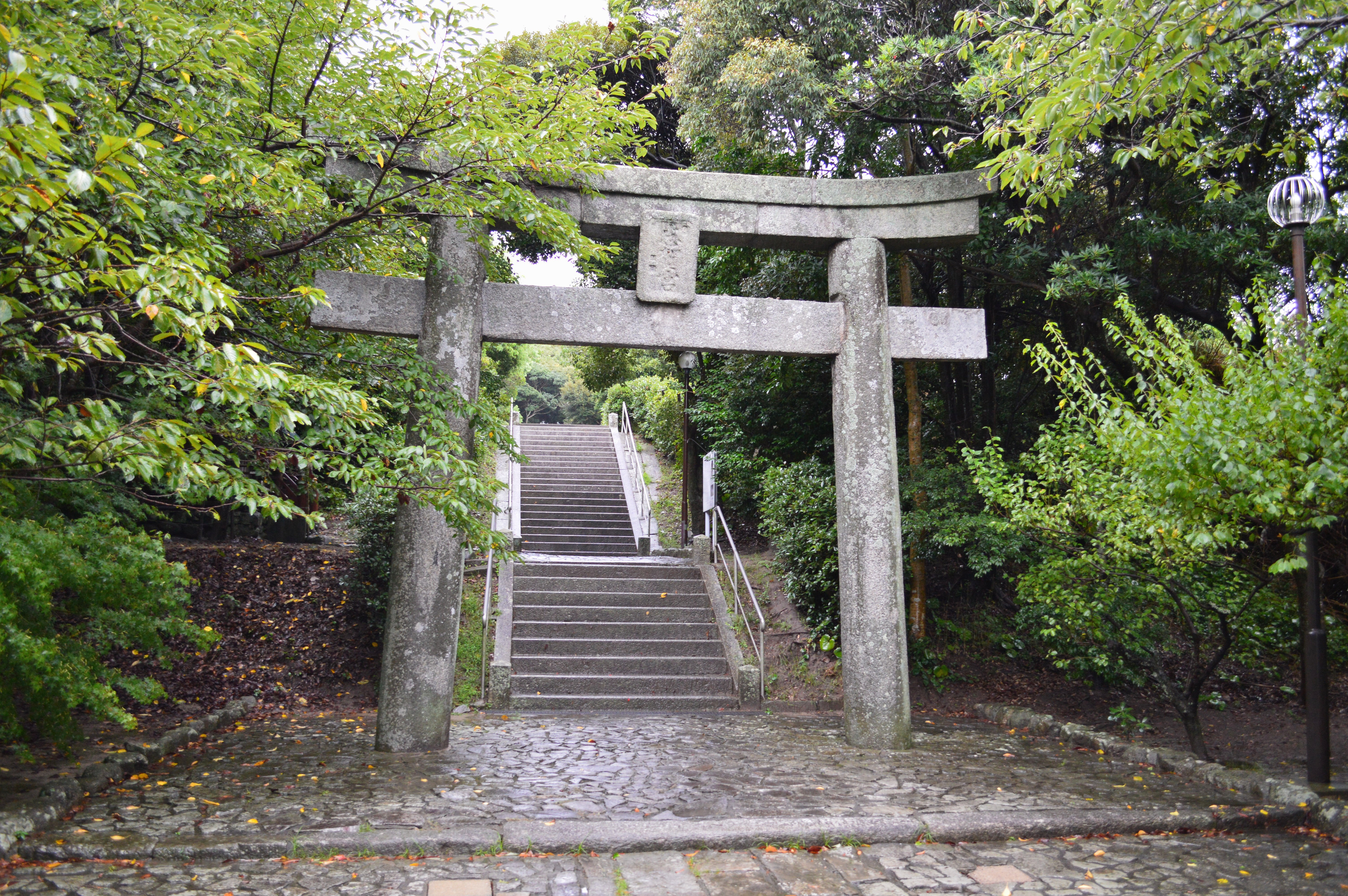
二の鳥居

## 摂末社
摂末社は、摂社5社と末社19社の計24社。『筑前国続風土記』によれば、古くは末社375社があったというが戦国の乱世で損傷し、永享11年（1439年）の大内持世による再興時には120社余、その後江戸時代には5社ばかりであったという。

### 摂社
- 沖津宮（おきつぐう）

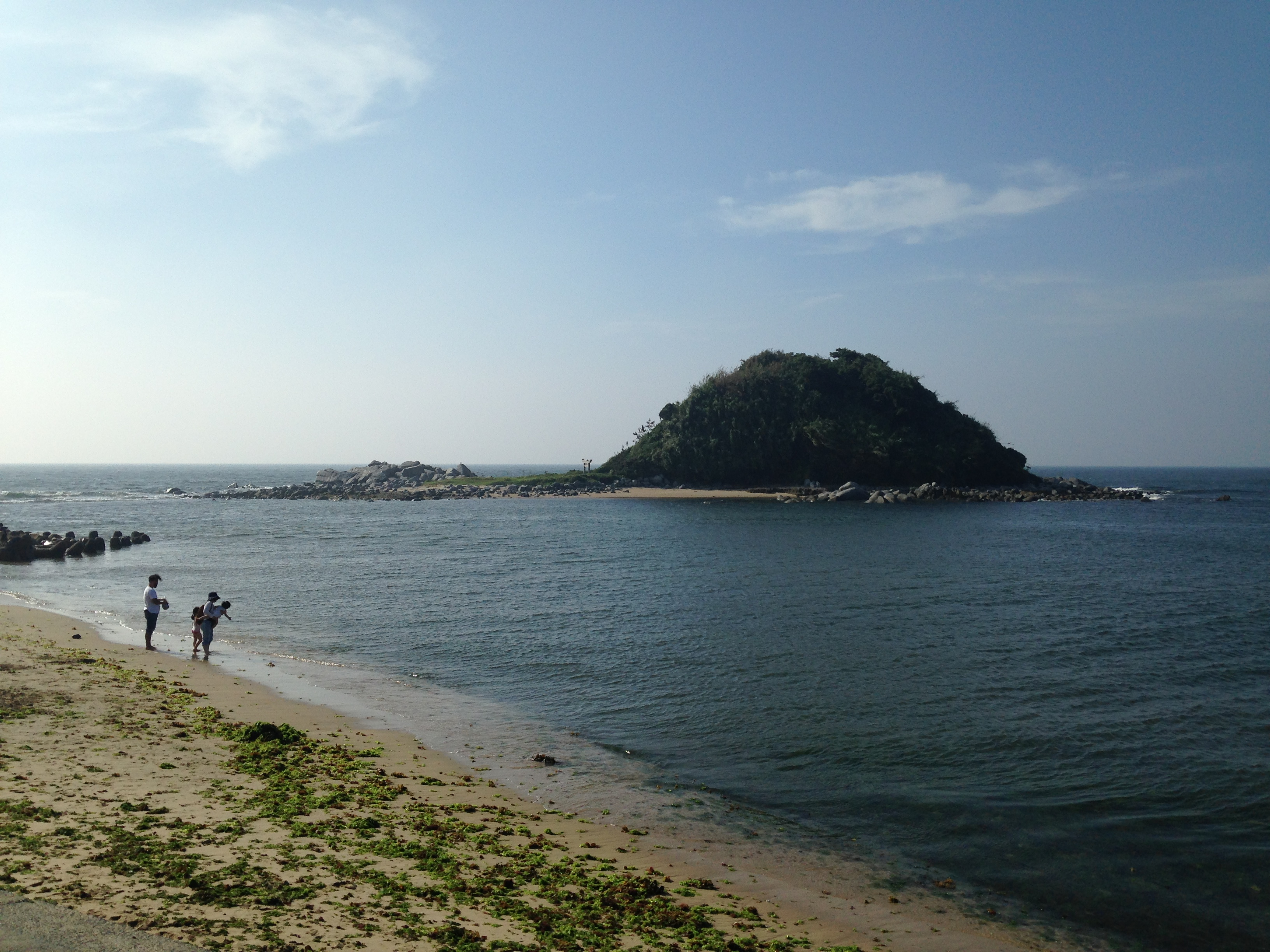
沖津宮が鎮座する沖津島

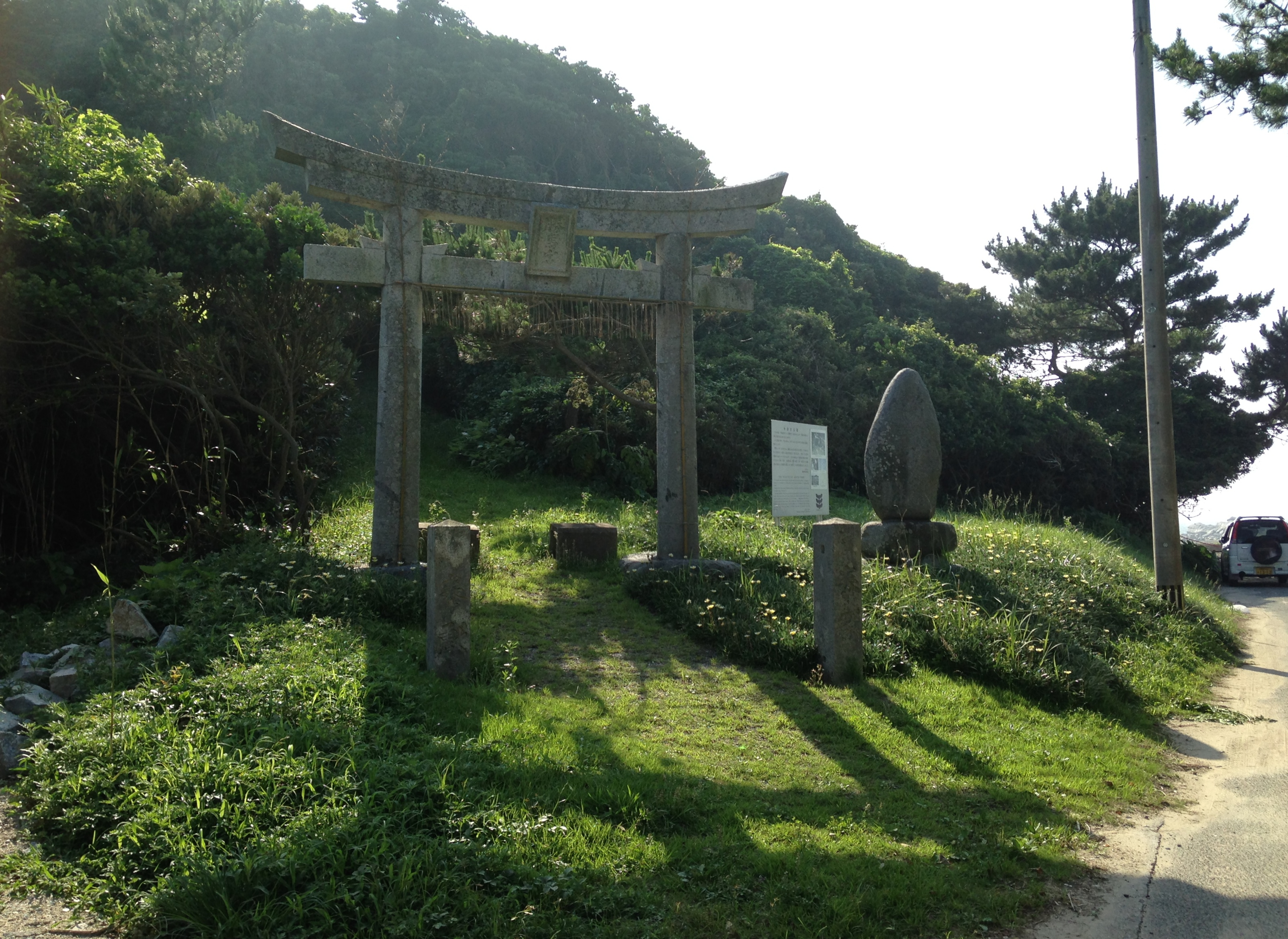
中津宮の鳥居

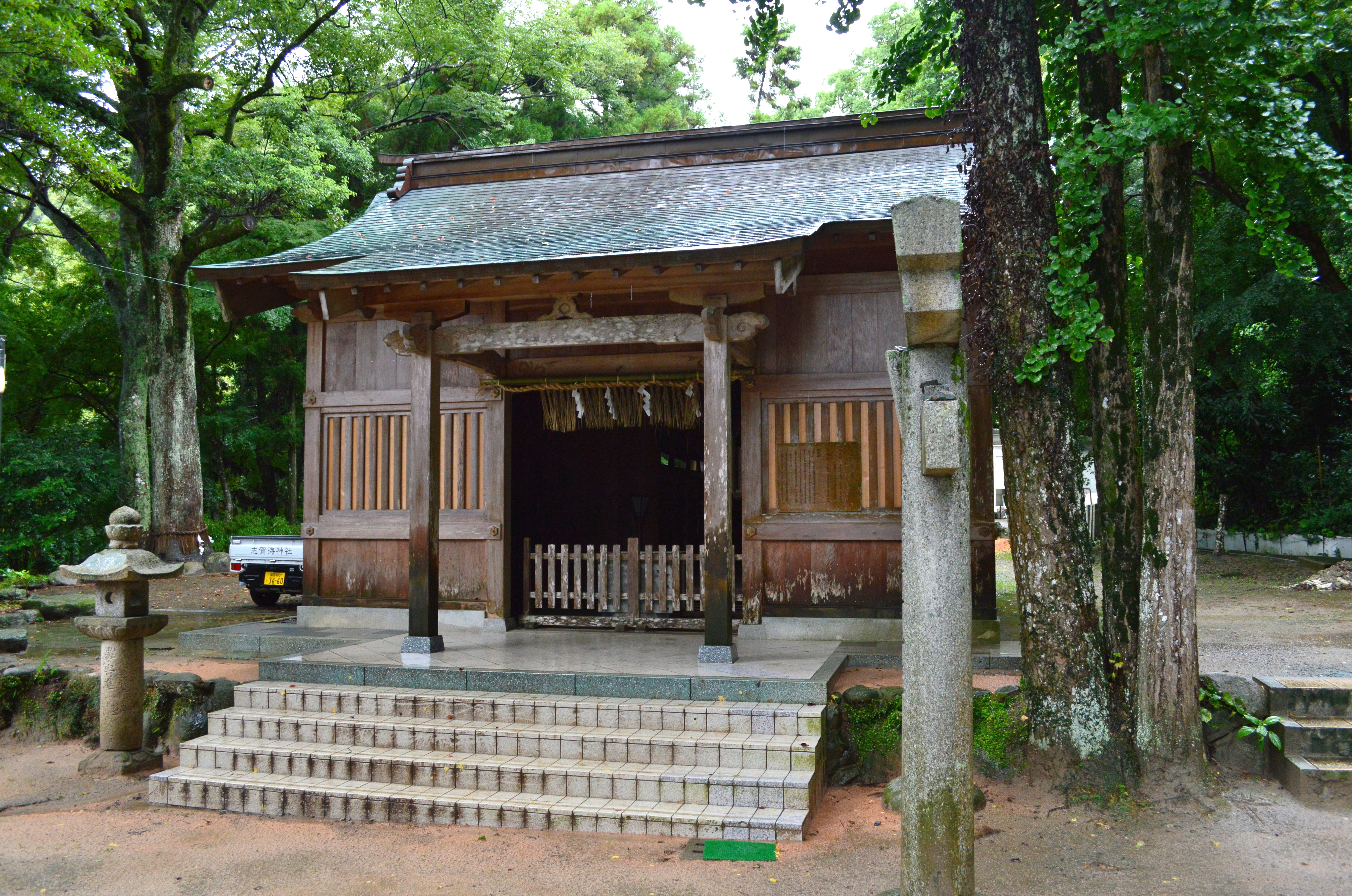
今宮神社

  - 鎮座地：福岡市東区勝馬（北緯33度41分20.12秒 東経130度17分25.07秒 / 北緯33.6889222度 東経130.2902972度）
  - 祭神：表津綿津見神、天御中主神
- 仲津宮（なかつぐう、中津宮）
  - 鎮座地：福岡市東区勝馬（北緯33度41分11.80秒 東経130度17分27.45秒 / 北緯33.6866111度 東経130.2909583度）
  - 祭神：仲津綿津見神

「勝馬明神（かつまみょうじん）」の別称を持ち、国史見在社「賀津万神」[原 5]に比定される[2]。
平成6年（1994年）、前庭部から古墳（中津宮古墳）が発見された[11]。神社造営に伴う破壊により墳丘規模・形態は明らかではないが、竪穴系の石室とともに副葬品が発見された[11]。7世紀前半の築造で、当地の海人集団の首長墓とされる[11]。
- 今宮神社（いまみやじんじゃ）
  - 鎮座地：本社境内（北緯33度40分4.89秒 東経130度18分46.38秒 / 北緯33.6680250度 東経130.3128833度）
  - 祭神：宇都志日金拆命、住吉三神、阿曇磯良丸を初め神孫阿曇諸神
- 弘天神社（ひろてんじんじゃ）
  - 鎮座地：福岡市東区弘（北緯33度40分15.19秒 東経130度17分34.32秒 / 北緯33.6708861度 東経130.2928667度）
  - 祭神：伊邪那岐命、伊耶那美命
- 大嶽神社（おおたけじんじゃ）
  - 鎮座地：福岡市東区大岳（北緯33度39分23.19秒 東経130度20分8.05秒 / 北緯33.6564417度 東経130.3355694度）
  - 祭神：志那都比古神、志那都比売神、大濱宿禰、保食神

### 末社
志賀に12社、勝馬に5社、弘に1社、大岳に1社の計19社が鎮座する。

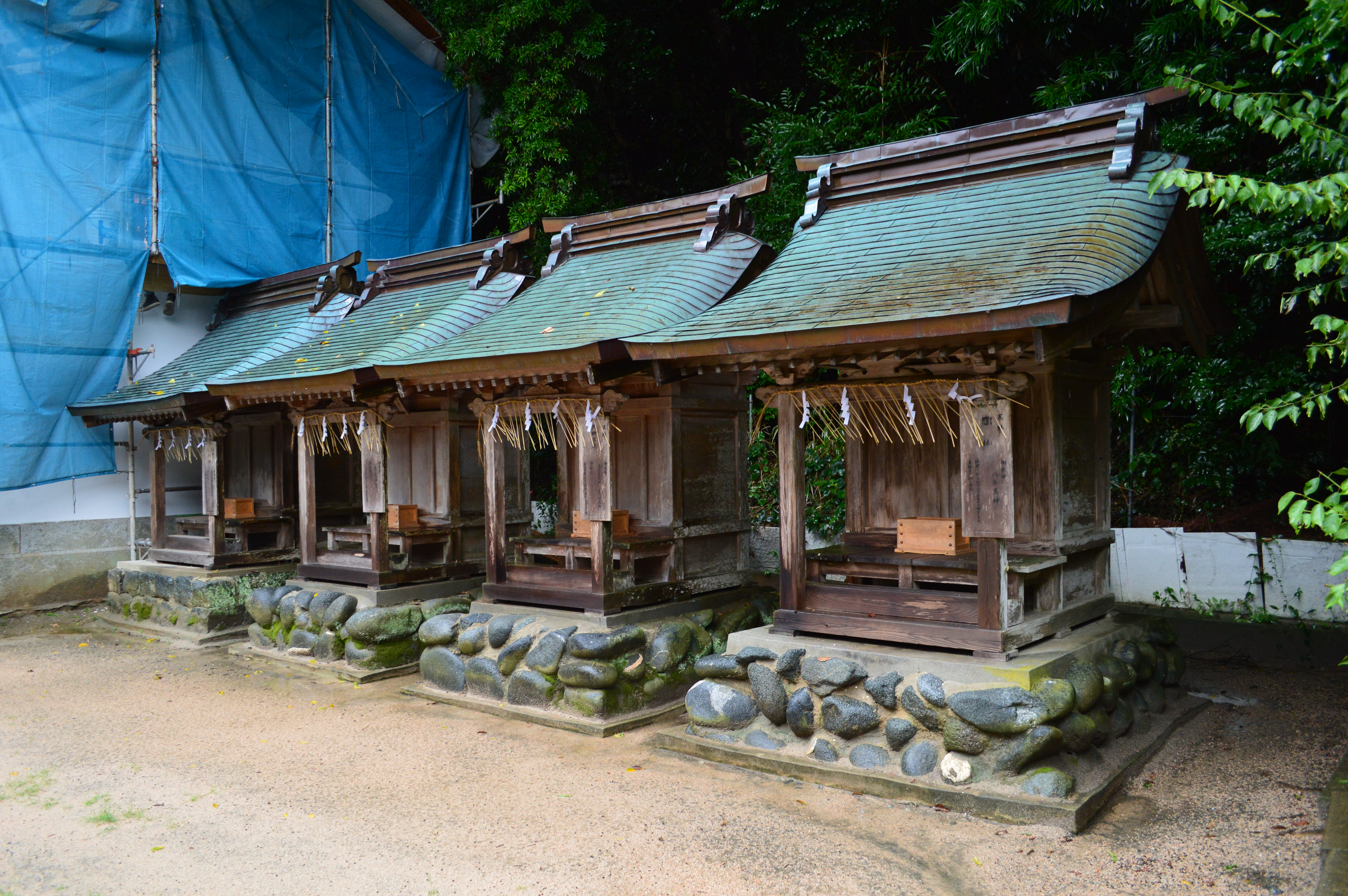
境内末社群
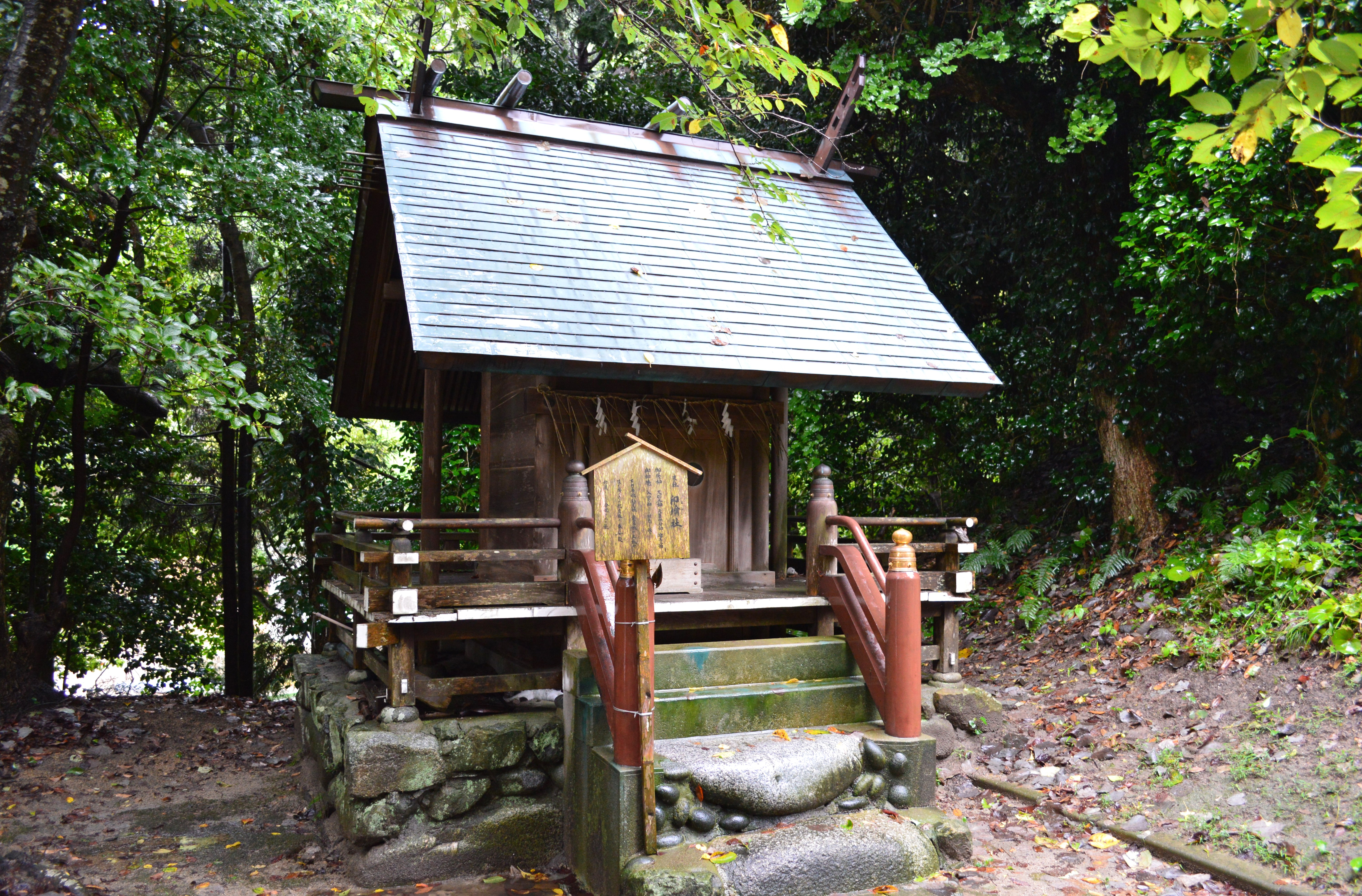
印鑰社

## 祭事

### 例大祭
志賀海神社の例大祭は、「国土祭（くにちさい）」と称される。その前日には、隔年（西暦奇数年）に志賀海神社最大の祭の御神幸祭（ごしんこうさい）が執り行われる。古くは旧暦9月8日（御神幸祭）・9月9日（国土祭）に行われたが、現在は体育の日とその前日（10月第2月曜とその前日）に行われる。
祭に先立ち、まず旧暦9月1日（10月1日）には「男山祭」として、くじにより神幸を行うかが決められる（現在では御神幸は隔年に執行される）。御神幸祭では、旧暦9月8日（体育の日前日）の夜9時から3基の神輿（一の戸・ニの戸・三の戸）が出輿し、頓宮まで遷幸する。頓宮では、「龍の舞」「八乙女の舞」「羯鼓の舞」といった志賀海神社の縁起に基づく芸能が奉納される。その後神輿は神社に戻り、神霊は本殿に遷されて御神幸祭は終了する。翌旧暦9月9日（体育の日）の国土祭では、流鏑馬が奉納される。
御神幸祭は、夜間に神霊の移動を行う点、志賀海神社の縁起に基づく芸能により人々への再確認を意図する点から、古式を留めた様態とされる。祭は「志賀海神社神幸行事」として福岡県指定無形民俗文化財に指定されている。

### 特殊神事
歩射祭
「ほしゃさい」。1月2日から15日まで行われる年頭行事のうち、1月15日近くの日曜に行われる祭。歩射はかつて1月15日に行われた。「歩射」すなわち馬に乗らずに弓を射ることで、破魔・年占を行う神事である。阿曇百足（ももたり）による土蜘蛛退治伝承に因む。
歩射では、氏子から選ばれた若者が射手衆となって、参道に立てられた大的を射る。その準備は1月2日から始まり、以後数々の儀礼を経る伝統的な神事である。祭は「志賀海神社歩射祭」として福岡県指定無形民俗文化財に指定されている。
山誉種蒔漁猟祭、山誉漁猟祭
「山ほめ祭」とも称される。山誉種蒔漁猟祭（やまほめたねまきぎょりょうさい）は4月15日、山誉漁猟祭は11月15日の春秋に行われる。かつては旧暦2月15日と11月15日に行われ、「狩漁の御祭」と称していた 。山誉種蒔漁猟祭では豊作を祈って種まきの所作があり、秋の山誉漁猟祭は大漁を祈って網引きの所作がある。
次いで志賀三山（勝山・衣笠山・御笠山）を祓い、三山をほめる（山ほめ）。次いで鹿を射る所作（狩の行事）、鯛を釣る所作（漁の行事）を行う。祭は「山ほめ祭」として福岡県指定無形民俗文化財に指定されている。
なお、神楽歌として次の歌が歌われる。
| 「             | 君が代<だい>は 千代に八千代に さざれいしの いわおとなりてこけのむすまで あれはや あれこそは 我君のみふねかや うつろうがせ身骸<みがい>に命<いのち> 千歳<せんざい>という 花こそ 咲いたる 沖の御津<おんづ>の汐早にはえたらむ釣尾<つるお>にくわざらむ 鯛は沖のむれんだいほや 志賀の浜 長きを見れば 幾世経らなむ 香椎路に向いたるあの吹上の浜 千代に八千代まで 今宵夜半につき給う 御船こそ たが御船ありけるよ あれはや あれこそは 阿曇の君のめし給う 御船になりけるよ いるかよ いるか 汐早のいるか 磯良<いそら>が崎に 鯛釣るおきな | 」 |
| —山誉祭 神楽歌 | |    |

　国歌である君が代に酷似しているが、先々代の香椎宮・宮司 木下祝夫の父である木下美重によれば、この山誉祭神楽歌が旅芸人によって広められ、古今和歌集に収められ、のちに薩摩琵琶の『蓬莱山』にある「君が代」になり国歌になったことが香椎宮に所蔵されていた筑紫の神楽記録から判明しているという。
　また福岡市東区の名島神社とに福岡県大川市の風浪宮も類似した神楽歌が伝わっている(志賀海、名島、風浪宮の三社の神職は共に安曇氏)。
七夕祭
8月6日から7日に行われる、漁の安全・大漁を祈願する祭。かつては旧暦7月7日に行われた。
祭では、博多湾の漁師が大漁旗を掲げた漁船で港に訪れ、志賀海神社に参拝する。祭の様子は、貝原益軒の『筑前国続風土記』にも記載が見え、古くは多くの出店もあったという。
男山祭
10月1日に、その年の例祭で神幸を行うかくじで決める神事。かつては旧暦9月1日に行われた。ただし、現在では神幸は隔年に行うこととなっている。

## 文化財

### 重要文化財（国指定）
- 鍍金鐘（ときんしょう）（工芸品）
志賀海神社に伝来する梵鐘（朝鮮鐘）で、鍍金（めっきの意）の痕跡が残る。総高52.8センチメートル、口径30.5センチメートルの小型鐘であるが、鐘身に比して最上部の竜頭を大きく作るのが特色である。上帯、下帯には牡丹唐草文を表し、下帯のやや上方4か所に十六弁蓮華文の撞座を設ける。鐘身の4か所に仏坐像、その下に2体ずつの天部像（仏教の護法神像）を鋳出する。本鐘は無銘であるが、愛知県江南市曼陀羅寺の朝鮮鐘（西暦1234年にあたる紀年銘がある）と形式が類似しており、高麗時代、13世紀前半頃の作とみられる[17]。福岡市博物館に寄託。明治39年4月14日指定。

### 福岡県指定文化財
- 有形文化財
  - 石造宝篋印塔（考古資料）[10] - 昭和33年10月29日指定。
  - 細形銅剣鎔笵残欠（考古資料）
弥生時代中期前半頃と推定される細形銅剣の鋳型で、1947年に勝馬地区から出土し志賀海神社が所有する[18]。鋳型は砂岩質で、その上下両端は失われており、現存の長さは18.1センチメートルである[18]。昭和33年7月26日指定。
- 無形民俗文化財
  - 志賀海神社歩射祭[13] - 昭和34年3月31日指定。
  - 山ほめ祭[14] - 昭和35年1月12日指定。
  - 志賀海神社神幸行事[12] - 昭和35年8月16日指定。

### 福岡市指定文化財
- 有形文化財
  - 絹本著色志賀海神社縁起 3幅（絵画） - 福岡市博物館に寄託。昭和60年3月7日指定。
  - 志賀海神社文書 45点（書籍・典籍・古書） - 昭和60年3月7日指定。
- 有形民俗文化財
  - 志賀海神社の力石
志賀海神社拝殿脇にある、江戸時代の力石[19]。玄武岩製の自然石で、長さは66センチメートル、幅は36センチメートル、重さは118.2キログラム[19]。平成18年3月指定。

## 神宮寺
志賀海神社には、かつて神宮寺として金剛山吉祥寺があった。創建は永享年間（1429年-1441年）といわれる。本来は天台宗であったが、のち禅宗に改めて博多承天寺末となった。寺内には文殊堂があり文殊信仰が盛んで、航海神としても信仰されたという。
吉祥寺は明治元年（1868年）3月の神仏分離で廃寺となった。この吉祥寺を継承したのが、志賀海神社南方にある荘厳寺であると考えられている。この荘厳寺には、平安時代の木造観音菩薩立像（福岡市指定有形文化財）、南北朝時代の銅造菩薩坐像（福岡市指定有形文化財）が伝えられている。

## 登場作品
- 『万葉集』巻7 1230番[原 7]
| 「                    | 覊旅作 ちはやぶる 鐘の岬を 過ぎぬとも 我れは忘れじ 志賀の皇神 （ちはやぶる かねのみさきを すぎぬとも われはわすれじ しかのすめかみ） | 」 |
| —『万葉集』巻7 1230番 | |    |
- 謡曲・能「わたつみ」 - 長年途絶えていたが近年に復曲。
- 細川幽斎作和歌「名にしほふ　龍の都の　あととめて　波をわけゆく　うみの中道」

## 現地情報
所在地
- 福岡県福岡市東区志賀島877

交通アクセス
- 西鉄バス（西日本鉄道）で「志賀島」バス停下車 （下車後北へ徒歩約7分）
  - 西戸崎駅（九州旅客鉄道（JR九州）香椎線）から、西鉄バスに乗り換え可能。
- 福岡市営渡船で「志賀島渡船場」下船 （下船後北へ徒歩約7分）

周辺
- 志賀島
  - 荘厳寺（北緯33度39分56.89秒 東経130度18分45.26秒 / 北緯33.6658028度 東経130.3125722度）
  - 金印公園（北緯33度39分37.58秒 東経130度18分2.93秒 / 北緯33.6604389度 東経130.3008139度） - 漢委奴国王印出土伝承地。